# Crash Bandicoot 2: Cortex Strikes Back
Crash Bandicoot 2: Cortex Strikes Back (in italiano chiamato Crash Bandicoot 2: Il Ritorno di Cortex da Cortex nella schermata iniziale), conosciuto anche come Crash Bandicoot 2: Cortex no gyuakushuu! (クラッシュ・バンディクー2 コルテックスの逆襲!?, Kurasshu Bandikū 2: Korutekkusu no gyakushū!, lett. "Crash Bandicoot 2: Il contrattacco di Cortex!") in Giappone, è un videogioco a piattaforme sviluppato da Naughty Dog e pubblicato da Sony Computer Entertainment nel 1997. È il primo sequel del gioco Crash Bandicoot e secondo titolo principale della serie. Per la prima volta inoltre ci saranno i cristalli da raccogliere, caratteristica che diventerà molto ricorrente nel franchise.
Dall'8 novembre 2007 è possibile scaricarlo su PlayStation 3 e PlayStation Portable tramite PlayStation Network, anche se il gioco fu rimosso e reso nuovamente disponibile dal 2 febbraio 2011.
Un remake del gioco è incluso, insieme al suo prequel e al suo sequel, nella raccolta intitolata Crash Bandicoot N.Sane Trilogy, pubblicata per PlayStation 4 il 30 Giugno 2017 e il 29 Giugno 2018 per Xbox One, Nintendo Switch e Microsoft Windows.

## Trama
(Neo Cortex rivolto a N. Gin nel filmato iniziale del gioco)
La storia del gioco parte da dove era finita quella del primo episodio della serie. Crash è appena fuggito dal dirigibile del dottor Neo Cortex con la sua ragazza Tawna, salvandola dalle grinfie del malvagio scienziato. Cortex, precipitato dal suo dirigibile, si schianta su un'isola (sopravvivendo) e scopre una caverna buia contenente un lungo cristallo appuntito di colore viola. Convinto che quel cristallo possa avere un immenso potere, Cortex lo prende e torna al suo laboratorio per effettuare l'esame. Dopo un anno di ricerche assieme al suo nuovo braccio destro, il dottor N. Gin, costruisce un nuovo Cortex Vortex, macchina utilizzata nel gioco precedente da Cortex per controllare i suoi servi, stavolta integrato in una grande stazione spaziale, con l'intento di ridurre in schiavitù l'intera umanità.
Purtroppo i due scoprono che il gran cristallo da solo non basta ad alimentare la macchina, ma servono gli altri 25 sparsi sul pianeta. A causa del tradimento di Nitrus Brio, il suo vecchio braccio destro, Cortex non ha più amici su cui fare affidamento, per cui l'unico modo che ha per recuperare i cristalli è farsi aiutare da un nemico: Crash.
Nel frattempo, Crash si è trasferito a vivere con la sorella Coco a N.Sanity Beach, un tempo appartenente a Cortex. Crash sta dormendo mentre Coco lavora con il suo computer portatile, quando questo smette improvvisamente di funzionare a causa delle batterie scariche. Coco sveglia il fratello e gli chiede se può cercare nuove batterie. Crash si avventura nella giungla, ma ad un tratto viene rapito da una strana luce e si ritrova in una Warp Room, dove incontra una proiezione olografica del dottor Cortex, che gli ordina di portargli i cristalli sparsi per le isole viaggiando attraverso le porte della stanza. Per convincerlo a lavorare per lui, Cortex finge di essere passato dalla parte dei buoni e dice a Crash che userà i Cristalli del Potere per evitare l'allineamento dei pianeti e salvare il mondo da una distruzione certa. I piani di Cortex, tuttavia, subiscono un imprevisto con l'intromissione del suo ex-assistente, N. Brio, il quale rivela a Crash che l'unico modo di salvare il mondo è di raccogliere 42 gemme invece dei cristalli, con le quali sarebbe in grado di generare un dispositivo in grado di sparare un raggio laser che distruggerà il Cortex Vortex; ma se Crash continuerà a raccogliere cristalli per Cortex, lui farà di tutto per fermarlo.
Non sapendo da che parte stare, Crash accetta di raccogliere sia le gemme che i cristalli, ma per questo viene attaccato dagli scagnozzi di N. Brio, tra cui il canguro pazzo Ripper Roo, i fratelli Komodo Joe e Moe e il muscoloso Tiny Tiger. Il dottor Cortex interviene per informare Crash che c'è N. Brio dietro gli attacchi di questi nemici e afferma di essere stato costretto ad assistere N.Brio nel suo complotto per dominare il mondo in passato. Coco, diffidando di Cortex, pirata di volta in volta il proiettore olografico dello scienziato pazzo e cerca di avvertire Crash circa le vere intenzioni del suo falso alleato, ma a causa dei problemi di batteria non riesce a rivelargli tutto. Quando Crash trova il ventesimo cristallo, Cortex gli dice di consegnare i cristalli a N. Gin. Tuttavia, questo si rivela essere una trappola, dato che N. Gin lo attacca per prendersi i cristalli con la forza con un mecha, che il bandicoot distrugge lanciandogli dei Frutti Wumpa, e Cortex, furioso, gli ordina di trovare gli ultimi cristalli e portarglieli. Più tardi, quando Crash ha raccolto tutti i cristalli, Coco rivela il progetto vero e proprio di Cortex: grazie all'energia dell'allineamento dei pianeti, userà la stazione spaziale alla base del Cortex Vortex per fare un lavaggio di cervello a tutti gli abitanti del pianeta e conquistare il mondo. Crash riesce a fermare Cortex prima che scappi e utilizzi tutti i cristalli, ma il Cortex Vortex è ancora nello spazio. Crash decide di redimersi attraverso la raccolta di gemme per il dottor N. Brio, il quale rivela che anche le gemme possono contenere l'energia dell'allineamento dei pianeti e invita Crash al completamento del suo cannone laser. Crash e N. Brio attivano quindi il laser, distruggendo il Cortex Vortex e la stazione spaziale.

## Modalità di gioco
Il gioco è caratterizzato da livelli dall'ambiente ristretto. In ogni livello ci sono, oltre ai nemici, un numero variabile di casse di legno, a forma di cubo, dal contenuto misterioso. Distruggendo tutte le casse in un livello, si ottiene una gemma. Ogni livello dispone di un'area bonus e, alcuni, di aree segrete (accessibili grazie a passaggi nascosti).
Il centro del gioco è la Warp Room (detta anche Stanza di Balzo), divisa in cinque piani dalla forma circolare. Ogni piano possiede, al suo interno, cinque vortici che teletrasportano Crash al rispettivo livello (per un totale di venticinque livelli), una schermata di salvataggio del gioco e una piattaforma che permette a Crash di cambiare stanza. Il piano più basso contiene i livelli da 1 a 5, il secondo quelli da 6 a 10 e così via. Esiste anche un sesto piano segreto, raggiungibile solo attraverso passaggi segreti nascosti tra i livelli principali.
A differenza del gioco precedente, Crash non passa solo attraverso giungle tropicali. Il personaggio può utilizzare una moto d'acqua per attraversare laghi o zone paludose, usare un jet-pack spaziale, avventurarsi in laboratori, fognature o percorrere la banchisa sul dorso di Polar, un orsetto polare. I livelli ambientati al Polo presentano ghiaccio riflettente e nevicate. Nel gioco sono presenti anche riferimenti alla serie di film di Indiana Jones, tra cui i livelli in cui Crash è inseguito da un masso gigante o un orso. Alcuni livelli del gioco ambientati tra le rovine di un tempio e di una Warp Room mineraria si riferisce anche ai film.

### Livelli
I livelli di Crash Bandicoot 2 sono in totale 27: di questi, 25 si trovano nella Warp Room principale, mentre 2 sono nella stanza segreta, la quale comprende anche altre 3 aree nascoste appartenenti ad altri livelli normali.
Essi hanno ambientazioni diverse: la giungla, un ghiacciaio, il letto di un fiume, le rovine di un antico tempio, l'interno delle fogne, un bosco, lo spazio e la base di Cortex.
Ogni livello dispone di una propria area bonus, la cui entrata è contrassegnata da un punto interrogativo. In questa zona Crash non perde vite in caso di morte e può riprovare a completarla. Tutti i frutti e le vite recuperati all'interno dell'area vengono trasferiti nel proprio inventario al rientro nel livello e le casse contano per la gemma.
Gli unici livelli senza area bonus sono quelli in cui Crash cavalca l'orsetto Polar (Bear It, Bear Down, Totally Bear) e quelli con il jet-pack (Pack Attack, Rock It).
Quando Crash raccoglie i cinque cristalli dei livelli presenti in una stanza della Warp Room, dovrà affrontare un boss per accedere al piano superiore.

### Oggetti
Gli oggetti più importanti sono i cristalli. Senza di essi non si può andare avanti nel gioco. Sono in totale venticinque, uno per ogni livello principale.
In Crash Bandicoot 2 esistono quattordici tipi di casse diversi, molte delle quali hanno particolari effetti se vengono aperte.
Ci sono poi due tipi di gemme, quelle trasparenti e quelle colorate.
Le gemme trasparenti, trentasette in totale, si possono ottenere distruggendo tutte le casse di un livello, scovandole nelle aree segrete di un livello, oppure completando un livello entro un certo limite di tempo.
Le gemme colorate sono cinque, di colore blu, rosso, verde, giallo e viola. Con esse si può accedere in aree nascoste in diversi livelli.
Raccogliendo cento frutti Wumpa, si ottiene una vita extra.

## Personaggi
L'eroe del gioco è Crash Bandicoot, un marsupiale che recupera cristalli di colore viola per il dottor Neo Cortex e gemme per N. Brio. Egli è aiutato da Aku Aku, una maschera voodoo che guida Crash e lo protegge dal male. Crash è affiancato dalla sorella, Coco Bandicoot, che avverte le intenzioni malvagie di Cortex tramite l'hacking del suo proiettore olografico. Un nuovo personaggio si unisce ai protagonisti: Polar, un piccolo orso polare utilizzato da Crash per recuperare i cristalli in luoghi ghiacciati.
L'antagonista principale del gioco è il Dr. Neo Cortex, che manipola Crash per ottenere i cristalli e dominare il mondo con il suo Cortex-Vortex, una stazione spaziale alimentata da questi cristalli e dalla forza dell'allineamento dei pianeti. Egli è assistito nei suoi piani da N. Gin, un esperto scienziato in missili e computer, che ha un razzo incorporato nel cranio.
Il nemico comune di Crash e Cortex è il dottor N. Brio, l'ex migliore amico di Cortex, da cui si è separato dopo gli eventi del gioco precedente. Appreso che Crash raccoglieva i cristalli per lo scienziato malvagio, N.Brio cerca di convincere il marsupiale ad aiutarlo a raccogliere le gemme per fermare Cortex. Non riuscendoci in un primo momento, egli manda i suoi scagnozzi, Ripper Roo, un canguro fissato con tritolo e nitroglicerina, Tiny Tiger, una tigre eccessivamente muscolosa, e i fratelli Komodo Joe e Moe, due varani di Komodo abili nell'uso della spada. Questi rappresentano i boss del gioco e tentano di ostacolare Crash nel suo obiettivo. Più tardi, Crash si allea con N.Brio per cercare di eliminare Cortex.

## Colonna sonora
La colonna sonora di Crash Bandicoot 2 è composta da Mutato Muzika.

## Accoglienza
| Testata                            | Giudizio |
| ---------------------------------- | -------- |
| GameRankings (media al 09-12-2019) | 88.54%   |
| Electronic Gaming Monthly          | 8.5/10   |
| GameSpot                           | 8.6/10   |
| GamePro                            | 4.5/5    |
| Game Revolution                    | B        |
| IGN                                | 8.5/10   |
| PlayStation Magazine               | 5/5      |
| Official PlayStation Magazine      | 4/5      |

Il gioco è stato accolto positivamente dalla critica. La critica videoludica perlopiù lo ha valutato migliore del suo predecessore, lodandone i miglioramenti nell'apparato grafico e sonoro, la revisione del sistema di salvataggio e la maggiore varietà nei livelli proposti. Mark Cooke, nella recensione per Game Revolution, descrive che il doppiaggio di Clancy Brown per il personaggio di Cortex come "ilare e ironico".
Dall'altra parte i difetti mossi contro il titolo videoludico sono il forzato "trial and error" (ossia il ripetere un livello per vari tentativi al fine di impararne gli schemi) e le meccaniche per sconfiggere i boss troppo semplicistiche e sin troppo poco ostiche per il giocatore.
Il gioco è stato un successo commerciale. Verso la fine di febbraio 1998 risultavano vendute 1 000 000 di copie negli Stati Uniti, 800 000 unità in Giappone e 400 000 unità in Europa; nel 1999 si anniverano 4,09 milioni di copie vendute nel mondo. Tale successo portò la ripubblicazione del titolo per la linea Sony Greatest Hits il 30 agosto 1998 e per il Platinum Range nel 1999. Il gioco, poi, è stato rilasciato per la piattaforma online PlayStation Network Nord America il 10 gennaio 2008 e per PlayStation Network Europa il 2 febbraio 2011.

## Remake
Il 30 giugno 2017 è stato pubblicato per PlayStation 4 (e il 29 giugno 2018 anche per Xbox One, Nintendo Switch e PC) un remake del gioco che include anche il suo prequel e il suo sequel, chiamato Crash Bandicoot: N. Sane Trilogy.